# ISight
iSight — веб-камера, разработанная компанией Apple, Inc.. Внешняя камера iSight продавалась в розницу по цене $149 c комплектом крепления (для установки на выпускавшиеся в то время мониторы Apple Display, ноутбуки, моноблоки и т. д.), подключалась к компьютеру через порт FireWire. Впоследствии камера iSight встраивалась в компьютеры iMac, MacBook, MacBook Pro, MacBook Air, монитор LED Cinema Display, планшет iPad mini и смартфон iPhone 5.
Apple представила iSight в 2003 году на WWDC как камеру, предназначенную для видеозвонков в iChat. iMovie, начиная с версии 4, могла захватывать видео с устройства. В апреле 2005 года Apple выпустила обновление для iSight для улучшения звука. Начиная с 16 декабря 2006 года Apple перестала продавать внешнюю iSight в магазинах Apple Online Store и в местах розничной торговли. C 2010 года камеру iSight в продуктовой линейке Apple заменила встроенная камера FaceTime.

## Дизайн

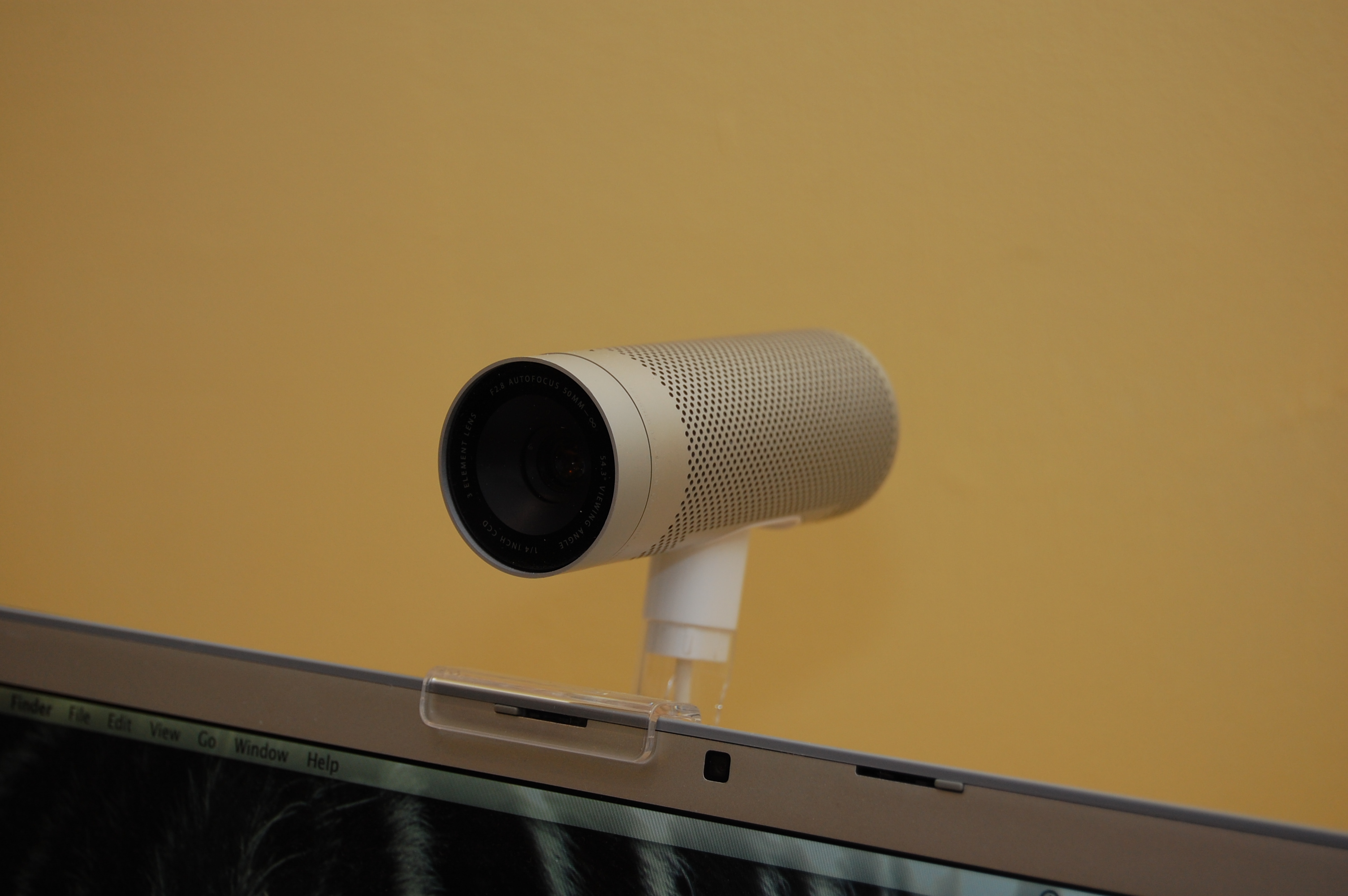
Внешняя камера iSight

¼-дюймовая цветная ПЗС-матрица, которой обладала внешняя iSight, имела VGA-разрешение 640х480 пикселей и объективом F/2.8 с двумя асферическими линзами. Обладала автоэкспозицией, автофокусом от 50 мм и до бесконечности, и съемкой видео 30 кадров в секунду в 24-битном цвете с различными выдержками. Тем не менее, iSight имела задержку изображения в 120 мс. Устройство имеет встроенный микрофон с элементом подавления шума. Фактически, сама камера занимала всего четверть от её размера. Остальное пространство занимали её два микрофона и разъем для кабеля.
Камера весила 63,8 грамма. Она использовала один кабель FireWire 400 для видео, аудио и питания. Камера состояла из четырёх мест для крепления, пластикового цилиндра (сама камера) и адаптера FireWire. Пользователь мог выбрать наиболее подходящую подставку для его монитора или другой поверхности. iSight была полностью совместима с её родной macOS, частично с Microsoft Windows и Linux.
iSight имеет один маленький зелёный светодиод, который загорается, когда камера используется.

## Встроенная iSight

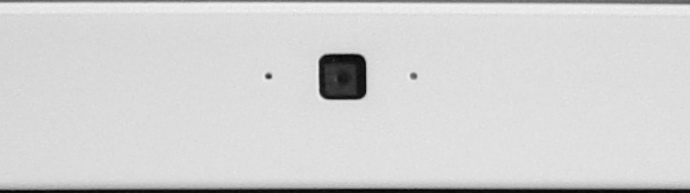
Встроенная в белый MacBook камера iSight.

Хотя встроенная и внешняя iSight имеют большие различия, это название было использовано для камер, встроенных в ноутбуки MacBook, MacBook Pro, MacBook Air, моноблоки iMac (начиная с моделей конца 2005 года), дисплеи LED Cinema Display и iPhone 5. Встроенная iSight использует внутренний интерфейс USB 2.0, в отличие от внешней, использовавшей FireWire 400 (IEEE 1394a). Кроме того, встроенная iSight имеет пластиковую линзу, фиксированный фокус, использует КМОП-матрицу, а не ПЗС-матрицу, которая использовалась во внешней iSight. Со светодиодной подсветкой в MacBook Pro Apple перешла на сенсор с разрешением 1280x1024 пикселей, но при доступе к камере через API разрешение изображения с камеры может быть лишь 640х480 пикселей. Тем не менее, видео поток с разрешением 1280x1024 можно получить через Quartz Composer. Встроенная iSight также используется в программе Photo Booth.

## iSight и Windows

### Внешняя iSight
Windows XP, Windows 7 и Windows Vista определяли внешнюю iSight как «1394 Desktop Video Camera», но специальных драйверов камеры для Windows не существует. Из-за того же отсутствия драйверов Windows не может получать звук со встроенного во внешнюю iSight микрофона.

### Встроенная iSight
В Boot Camp версии 1.1 Apple добавила драйвера камеры для Windows XP, а в версии 1.2 была реализована поддержка также для Windows Vista.